# Getting Better
Pistes de 
 Sgt. Pepper’s Lonely Hearts Club Band
Lucy in the Sky with Diamonds Fixing a Hole
Getting Better est une chanson du groupe britannique The Beatles écrite par Paul McCartney en collaboration avec John Lennon,. Elle apparaît sur l’album Sgt. Pepper’s Lonely Hearts Club Band sorti en 1967.

## Genèse
L’inspiration pour cette chanson vient à Paul McCartney pendant qu’il promène sa chienne Martha en compagnie du journaliste Hunter Davies à Regent's Park. Alors que le printemps 1967 approche, et que Londres baigne dans sa première véritable journée ensoleillée de l’année, Paul remarque à propos du temps : « ça s'améliore » (« it’s getting better »). Cette phrase le fait rire, car elle lui rappelle Jimmy Nicol, qui avait été appelé précipitamment pour remplacer Ringo Starr à la batterie pendant quelques concerts lors d’une tournée australienne en 1964. Ayant peur de ne pas être à la hauteur et relativement effrayé par la beatlemania, il répondait invariablement à la fin de chaque concert aux trois autres Beatles qui lui demandaient si ça c’était bien passé : « ça s'améliore » . Il ne resta néanmoins que dix jours pour autant de concerts au sein de la formation, avant que Starr ne rejoigne ses camarades pour se remettre derrière sa batterie.
La phrase a cependant marqué l’esprit de Paul et des autres Beatles, c’est même devenu un sujet de plaisanterie entre eux. Et cela finit par devenir une chanson. Lorsque McCartney revient chez lui le soir même du jour où l’idée lui est venue, il fredonne la phrase en cherchant les accords, chez lui à St. John's Wood et John Lennon y apporte immédiatement sa contribution. Hunter Davies raconte que le soir même, John passe le voir et Paul suggère qu’ils terminent sa chanson. L’optimisme de Paul, qui déclare que tout va s’arranger, est contrebalancé par la confession de John, qui dit avoir été un étudiant rebelle, un jeune homme plein de colère, et avoir maltraité sa femme. Quand Paul chante que tout va de mieux en mieux, John ajoute que ça ne pourrait pas être pire de toute façon.

## Enregistrement
Les séances d’enregistrement pour la chanson sont relativement peu nombreuses. Les Beatles entrent en studio le 9 mars 1967 en fin de soirée pour commencer à l’enregistrer. Ce soir-là, douze prises instrumentales d’accompagnement sont réalisées. Anecdote amusante, Ringo Starr enregistre sa batterie alors que Paul lui chante la chanson dans son oreille. Le lendemain, la douzième prise est sélectionnée pour y ajouter des overdubs instrumentaux. Le 21 mars, les parties vocales sont ajoutées sur cette même prise, ce qui donne les prises 13 et 14 : John Lennon, Paul McCartney et George Harrison se chargent des chœurs. Finalement, le 23 mars sont ajoutés d’autres overdubs sur les prises 13 et 14, pour aboutir à la version finale.

## Structure musicale
La chanson est largement basée sur un accord percussif et répétitif de sol produit par la guitare de John Lennon et par un pianet joué par George Martin en tapant sur les cordes avec un maillet. Un soin particulier a été apporté au son de la basse, profond, à la fois lointain et très présent. George Harrison joue pour sa part du tampura sur le pont de la chanson.
La chanson est en 4/4 et en sol majeur sur les couplets, et en do majeur sur les refrains. Elle commence avec un premier couplet avec une ligne de basse faisant des glissandos allant du sol aigu au sol grave. Le couplet est suivi du refrain, soutenu par les chœurs. Un second couplet suit et le refrain reprend, un peu plus long que la première fois. Ensuite vient un pont largement mené par le tampura de George Harrison. Le refrain reprend, et s’allonge jusqu’à la fin de la chanson, qui se termine en fade out où l’on entend l’accord percussif répété à l’infini accompagné des bongos.

## Analyse des paroles
Les paroles de la chanson sont teintées de l’optimisme de Paul McCartney et du pessimisme de John Lennon. Elles exagèrent en ce sens le contraste entre les personnalités des deux auteurs principaux du groupe. En réponse aux paroles de Paul « it’s getting better all the time » (« cela va de mieux en mieux tout le temps »), Lennon répond « It can’t get no worse » (« ça ne peut pas être pire »). Ce dernier est aussi l’auteur des paroles du pont de la chanson « I used to be cruel to my woman, I beat her and kept her appart from the things that she loved » (« J’étais cruel avec ma femme, je la battais et la privais des choses qu’elle aimait ») et il ajoute « Man I was mean but I’m changing my scene and I’m doing the best that I can » (« Mon gars, j'étais méchant, mais je change de décor, et je fais du mieux que je peux »),.

## Lemauvais tripde John Lennon
La session du 21 mars, également consacrée au travail sur la chanson  Lovely Rita est restée fameuse pour des raisons particulières. Tandis que George Martin enregistre le solo de piano qui figure sur ce titre, John Lennon annonce qu’il se sent mal et n’arrive pas à se concentrer. Il a ingéré du LSD par accident, pensant prendre un simple excitant. Étant loin de comprendre ce problème, George Martin emmène John sur le toit des studios Abbey Road afin qu’il prenne l’air. L'endroit, dont les rebords ne sont pas protégés, se trouve être en l’occurrence la seule solution, puisque l’entrée d’Abbey Road est en permanence — à n’importe quelle heure du jour ou de la nuit — envahie par des dizaines de fans, espérant pouvoir apercevoir la silhouette d’une de leurs idoles. George Martin retourne ensuite dans le studio, où McCartney et Harrison attendent. Ces derniers connaissent les raisons pour lesquelles John ne se sent pas bien, et en apprenant où il se trouve, se précipitent sur le toit pour le récupérer et empêcher un éventuel accident.
Pourtant, les membres du groupe se sont toujours gardés d’aller trop loin dans ce domaine en studio afin de ne pas altérer le travail fourni. Comme l’explique Ringo Starr : « La drogue et la musique n’ont jamais fait bon ménage. Alors on a pris soin de faire nos trucs en dehors des studios, puis on l’incluait après coup dans la musique ». George Martin a mentionné : « C’était la première et dernière fois que j’ai vu l’un des Beatles incapable d’enregistrer ». John Lennon lui-même s’explique : « Je n’en prenais jamais en studio. Sauf une fois, en fait. J’ai pensé prendre des excitants et je n’ai pas été capable de tenir le coup. Soudain, j’ai eu très peur devant le micro et j’ai dit : "Qu’est ce qui se passe ? Je ne me sens pas bien..." ». Cette nuit-là, Lennon se fait raccompagner chez lui par Paul McCartney et Mal Evans, et c'est ce soir-là que McCartney aura son premier trip au LSD.

## Fiche technique

### Interprètes
- Paul McCartney : chant, basse, piano électrique, claquements de mains
- John Lennon : chœurs, guitare rythmique, claquements de mains
- George Harrison : chœurs, guitare solo, tampura, claquements de mains
- Ringo Starr : batterie, congas, claquements de mains
- George Martin : piano, pianet

## Reprises
- Slade enregistre en 1970 une version de la chanson pour la BBC. Cette version n’est cependant pas sortie de façon officielle ;
- En 1976, Status Quo reprend la chanson pour le documentaire musical All This and World War II ;
- Steve Hillage la reprend sur son disque Open de 1979.
- Le groupe de rap Public Enemy a samplé la chanson pour réaliser Who Stole the Soul? pour son album Fear of a Black Planet en 1990 ;
- En 2000, elle est interprétée par Gomez sur l’album Abandoned Shopping Trolley Hotline ; cette version fut utilisée pour la campagne de publicité de la marque Philips à la télévision en 2001 ;
- En 2003, le groupe Smash Mouth reprend la chanson pour la bande originale du film Le Chat chapeauté (2004), adapté de l’œuvre du Dr. Seuss ;
- En juin 2007, le groupe Kaiser Chiefs enregistre la chanson pour l’anniversaire des 40 ans de la sortie de l’album Sgt. Pepper’s Lonely Hearts Club Band.